# Vriesea longiscapa
Vriesea longiscapa är en gräsväxtart som beskrevs av Ernst Heinrich Georg Ule. Vriesea longiscapa ingår i släktet Vriesea och familjen Bromeliaceae. Inga underarter finns listade i Catalogue of Life.